# Arctopsyche spinescens
Arctopsyche spinescens là một loài Trichoptera trong họ Hydropsychidae. Chúng phân bố ở miền Cổ bắc.